# James Francis Edward Stuart
James Francis Edward, Prinț de Wales ("Bătrânul Pretendent"; 10 iunie 1688 – 1 ianuarie 1766) a fost fiul regelui detronat Iacob al II-lea al Angliei (Iacob al VII-lea al Scoției). A pretins tronurile Angliei, Scoției și Irlandei ca Iacob al III-lea al Angliei și Irlandei și Iacob al VIII-lea al Scoției după decesul tatălui său în 1701, când a fost recunoscut ca rege al Angliei, Scoției și Irlandei de vărul său Ludovic al XIV-lea al Franței. După decesul său în 1766 a fost succedat de fiul său cel mare, Charles Edward Stuart, în succesiunea iacobită. 
1. ↑  Union List of Artist Names, 2 noiembrie 2016, accesat în 21 mai 2021